# Polyrhachis thais
Polyrhachis thais är en myrart som beskrevs av Auguste-Henri Forel 1910. Polyrhachis thais ingår i släktet Polyrhachis och familjen myror. Inga underarter finns listade i Catalogue of Life.